# Kiulchiri (jezioro)
Kiulchiri (ros. Кюльхири, czuw. Кӳл хĕрри) to jezioro w Rosji, w Czuwaszji, w rejonie wurnarskim, w pobliżu wsi Kiulchiri. Ma wymiary 630×310 m, jego maksymalna głębokość to 11,7 m.